# سیارک ۶۲۳۴
سیارک ۶۲۳۴ (به انگلیسی: 6234 Sheilawolfman، نامگذاری:1986SF) شش هزار و دویست و سی و چهارمین سیارک کشف شده‌است که در ۳۰ سپتامبر ۱۹۸۶ کشف شد.